# Lorenzo Cannone
Lorenzo Cannone (Firenze, 28 gennaio 2001) è un rugbista a 15 italiano, terza linea ala o centro del Benetton.

## Biografia
Fratello minore di Niccolò Cannone, si è formato nel Bombo Rugby e successivamente nel Florentia Rugby, entrambe squadre del capoluogo toscano; ritenuto un versatile terza linea, può giocare sia come flanker che come numero 8.
Già a Firenze si mise in luce per l'Italia giovanile, della quale ha vestito le maglie dell'U-17, U-18 e U-20.
Professionista nel 2020 a Padova con il Petrarca, agli ordini dell'allenatore Andrea Marcato raggiunse la finale di TOP10 alla sua prima stagione nel club veneto e, alla fine della stagione, fu ingaggiato dal Benetton con un contratto triennale.
L'esordio in nazionale maggiore è avvenuto il 5 novembre 2022 a Padova nei consueti test match internazionali di fine anno, avversaria Samoa contro la quale Cannone ha marcato una meta alla prima apparizione. Nel 2023 è stato selezionato dal C.T. Crowley nella rosa che ha preso parte alla Coppa del Mondo in Francia nel corso della quale ha preso parte a tre match e realizzato 2 mete.